# Pheosia buddhista
Pheosia buddhista är en fjärilsart som beskrevs av Rudolf Püngeler 1899. Pheosia buddhista ingår i släktet Pheosia och familjen tandspinnare. Inga underarter finns listade i Catalogue of Life.